# Paroligia vermiculata
Paroligia vermiculata là một loài bướm đêm trong họ Noctuidae.